# Aril Brikha

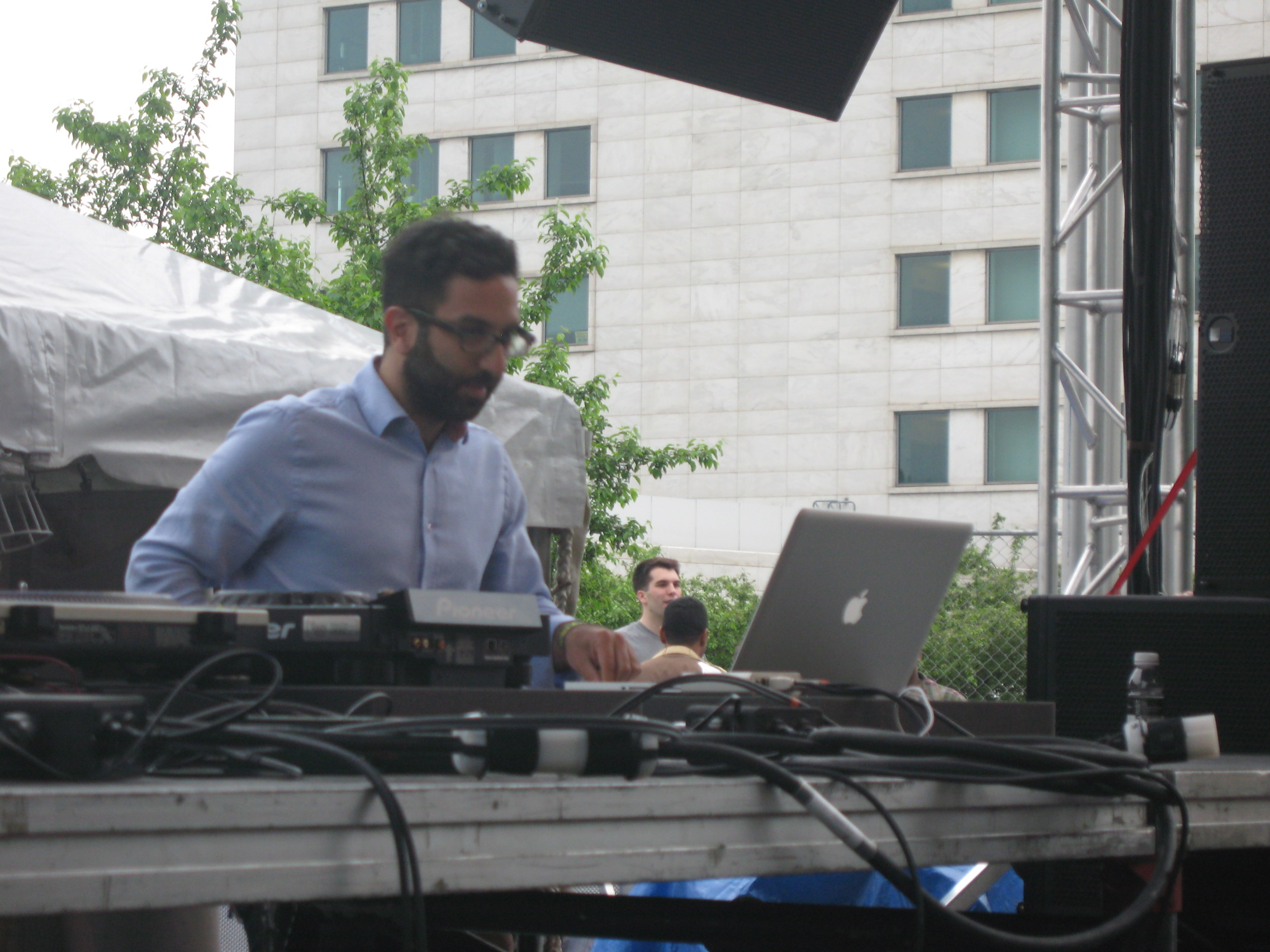
Brikha bei einem Auftritt während des Detroit Electronic Music Festival 2011

Aril Brikha (* 1976 in Teheran, Iran) ist ein iranisch-schwedischer DJ und Produzent im Bereich Techno. Er ist assyrischer Herkunft.

## Leben
Brikha wuchs in Skandinavien auf. Er veröffentlichte seine Produktionen zunächst auf schwedischen Labels wie zum Beispiel Dunkla, Plump und Placktown. Zwei Jahre nachdem er den Track Groove La Chord herausgebracht hatte, hörte Brikha es zum ersten Mal in einem Club – Derrick May legte ihn in Chicago auf. Nachdem er ein Demo an Derrick Mays Transmat Records schickte, veröffentlichte er 1998 den Track The Art of Vengeance auf dem Sublabel Fragile. Auf der Transmat Compilation Time : Space wurden einige seiner Tracks veröffentlicht.
Sein Debütalbum Deeparture in Time erschien 1999.

## Diskographie

### Alben
- 1999: Deeparture In Time (Transmat)
- 2007: Ex Machina (Peacefrog Records)
- 2011: Deeparture In Time – Revisited (Art Of Vengeance)
- 2020: Prisma (Mule Musiq)
- 2020: Dance Of A Trillion Stars (Mule Musiq)

### Singles und EPs
- 1998: Art Of Vengeance EP (Fragile Records)
- 2000: Deeparture In Time (Transmat)
- 2003: Simplicity (Absoluttracks.com)
- 2005: Prey For Peace (Music Man Records)
- 2007: Winter E.P. (Kompakt)
- 2007: Room 337 (Peacefrog Records)
- 2007: For Mother (Peacefrog Records)
- 2007: Akire (Poker Flat Recordings)
- 2010: Deeparture In Time – The Remixes (Art Of Vengeance)
- 2011: Forever Frost (Art Of Vengeance)
- 2019: Pattern Recognition (Mule Musiq)
- 2020: Safe & Sound, Part I (Art Of Vengeance)
- 2020: Safe & Sound, Part II (Art Of Vengeance)

### Remixe
- 2001: John Thomas – Vision (Aril Brikha Remix)
- 2002: Adam Beyer – Ignition Key (Aril Brikha Remix)
- 2005: Jori Hulkkonen feat Nick Triani – Science (Aril Brikha Remix)
- 2007: Deetron feat. Ovasoul7 – I Cling (Aril Brikha Remix)
- 2008: Tgr Lou – The Less You Have To Carry (Aril Brikha Remix)
- 2011: Kollektiv Turmstrasse – Uneins (Aril Brikha Version)
- 2011: Joel Mull – Sensory (Aril Brikha Remix)
- 2011: Octave One – Daystar Rising (Aril Brikha Remix)